# Vladiča
Vladiča é um município da Eslováquia, situado no distrito de Stropkov, na região de Prešov. Tem 27,07 km² de área e sua população em 2018 foi estimada em 66 habitantes.

## Demografia
| Ano:        | 1994 | 2004    | 2014    | 2024   |
| ----------- | ---- | ------- | ------- | ------ |
| Broj ljudi: | 114  | 72      | 57      | 59     |
| Razlika:    |      | -36,84% | -20,83% | +3,50% |

| Ano:               | 2023 | 2024   |
| ------------------ | ---- | ------ |
| Número de pessoas: | 61   | 59     |
| Diferença:         |      | -3,27% |